# 中涧河镇
中涧河镇，原为中涧河乡，中华人民共和国山西省太原市杏花岭区下辖的一个乡镇级行政单位。2021年4月，撤销中涧河乡、小返乡，合并设立中涧河镇，将涧河街道的东山、长沟、新店3个社区居委会划归中涧河镇管辖。将中涧河镇的七府坟社区居委会划归涧河街道管辖，将中涧河镇的瓦窑头、瓜地沟2个村委会划归杨家峪街道管辖。

## 行政区划
中涧河乡下辖以下地区：
中涧河社区、七府坟社区、东涧河村、牛驼村、丈子头村、柏杨树村、南洼村、谷旦村、枣沟村、耿家庄村、长沟村、西岭村、下岭村、王家山村、瓜地沟村和瓦窑头村。
调整后，中涧河镇辖中涧河、谷旦、南窊、柏杨树、东涧河、东山、长沟、新店8个社区居委会，长沟、耿家庄、丈子头、牛驼、枣沟、王家岭、东坪、后沟、麦坪、小返、水沟、窑庄、榆林坪、李家庄14个村委会，镇政府驻中涧河社区。